# Kolcobródkowate
Kolcobródkowate (Denticipitidae) – rodzina ryb promieniopłetwych z rzędu śledziokształtnych (Clupeiformes). Obejmuje jeden współcześnie żyjący, słodkowodny gatunek (Denticeps clupeoides), występujący w nadmorskich rzekach Nigerii i Kamerunu oraz jeden wymarły (†Palaeodenticeps tanganikae), znany z eocenu Tanzanii.

## Klasyfikacja
Do rodziny należy jeden występujący współcześnie rodzaj:
- Denticeps Clausen, 1959 – jedynym przedstawicielem jest Denticeps clupeoides Clausen, 1959

Opisano również rodzaj wymarły:
- Palaeodenticeps Greenwood, 1960 – jedynym przedstawicielem był Palaeodenticeps tanganikae Greenwood, 1960